# Krueng Batee (Kluet Utara)
Krueng Batee is een bestuurslaag in het regentschap Aceh Selatan van de provincie Atjeh, Indonesië. Krueng Batee telt 1328 inwoners (volkstelling 2010).